# Gelasma quadrizona
Gelasma quadrizona är en fjärilsart som beskrevs av Louis Beethoven Prout 1934. Gelasma quadrizona ingår i släktet Gelasma och familjen mätare. Inga underarter finns listade i Catalogue of Life.